# 김귀화
김귀화(한국 한자: 金貴華, 1970년 3월 15일 ~ )는 대한민국의 전 축구 선수이자 현 축구 지도자로 선수 시절 부산 아이파크, FC 서울 등에서 중앙 수비수로 활약했으며 현재 K4리그 FC 충주의 수석 코치를 맡고 있다.

## 수상

### 클럽 (선수)
부산 아이파크
- K리그1 : 우승 (1991, 1997)
- 리그컵 : 우승 (1997 아디다스컵, 1997 프로스펙스컵)

FC 서울
- K리그1 : 우승 (2000)
- 코리아컵 : 우승 (1998)
- 리그컵 : 준우승 (1999 아디다스컵)
- 슈퍼컵 : 준우승 (1999)

### 클럽 (지도자)
FC 서울
- K리그1 : 준우승 (2001)
- 슈퍼컵 : 우승 (2001)
- AFC 챔피언스리그 엘리트 : 준우승 (2001-02)

경남 FC
- 코리아컵 : 준우승 (2008)

김해 FC 2008
- 코리아컵 : 4강 (2015, 2016)

부산교통공사
- K3리그 : 4위 (2020)